# Syntormon henanensis
Syntormon henanensis är en tvåvingeart som beskrevs av Yang och Saigusa 1999. Syntormon henanensis ingår i släktet Syntormon och familjen styltflugor.
Artens utbredningsområde är Henan (Kina). Inga underarter finns listade i Catalogue of Life.